# Kurt Zaugg
Kurt Zaugg (* 31. Januar 1920 in Zürich; † 30. Juli 1998 ebenda) war ein Schweizer Radrennfahrer.

## Sportliche Laufbahn
Zaugg war im Strassenradsport und im Querfeldeinrennen (heutige Bezeichnung Cyclocross) aktiv. 1939 gewann er die Ostschweizer Rundfahrt, 1940 das Amateurrennen der Meisterschaft von Zürich. 1941 wurde er Berufsfahrer und blieb bis 1947 als Radprofi aktiv. 1943 wurde er bei den Profis Zweiter der Meisterschaft von Zürich hinter Ferdy Kübler. 1942 kam er im Rennen À travers Lausanne auf den zweiten Platz.
1946 wurde er in der Vuelta a España 26. in der Gesamtwertung. Die Tour de Suisse bestritt er dreimal. Der 14. Platz 1946 war dabei sein bestes Gesamtergebnis. 
Im Querfeldeinrennen wurde Zaugg 1941 Vize-Meister der Schweiz hinter Alfred Vock, 1944 kam er auf den dritten Rang.